# Okolo Jižních Čech
Pour l’article homonyme, voir Okolo (homonymie).
L'Okolo Jižních Čech (Autour de la Bohême du Sud) est une course cycliste tchèque créé en 2012. Il fait partie de l'UCI Europe Tour de 2012 à 2014, en catégorie 2.2. En 2015, la course devient une épreuve du calendrier national tchèque. Les éditions 2019 et 2020 sont annulées.

## Palmarès
| Année                                                         | Vainqueur             | Deuxième           | Troisième        |
| ------------------------------------------------------------- | --------------------- | ------------------ | ---------------- |
| 2012                                                          | Jiří Hochmann         | Jan Polanc         | Bjørn Tore Hoem  |
| 2013                                                          | Florian Sénéchal      | Theo Reinhardt     | Matija Kvasina   |
| 2014                                                          | Reidar Borgersen      | Paweł Cieślik      | Emanuel Buchmann |
| 2015                                                          | Alexis Guérin         | Clemens Fankhauser | Theo Reinhardt   |
| "`UNIQ--templatestyles-0000003C-QINU`"'Annulé en 2016         |                       |                    |                  |
| 2017                                                          | Josef Černý           | Emil Vinjebo       | Rok Korošec      |
| 2018                                                          | Michael Kukrle        | Maciej Paterski    | Stan Dewulf      |
| "`UNIQ--templatestyles-0000003D-QINU`"'Annulé en 2019 et 2020 |                       |                    |                  |
| 2021                                                          | Arnaud De Lie         | Nick van der Meer  | Damiano Cima     |
| 2022                                                          | Rasmus Bøgh Wallin    | Erik Fetter        | Tim Marsman      |
| 2023                                                          | Martin Solhaug Hansen | Adam Ťoupalík      | Michael Kukrle   |
| 2024                                                          | Marcin Budziński      | Lukáš Kubiš        | Piotr Pękala     |